# Gerres kapas
Gerres kapas és una espècie de peix pertanyent a la família dels gerrèids.

## Descripció
- Fa 17,5 cm de llargària màxima.[5][6]

## Hàbitat
És un peix marí, de clima tropical i bentopelàgic.

## Distribució geogràfica
Es troba a Tailàndia, les illes Filipines, Fiji, Papua Nova Guinea i Indonèsia.

## Observacions
És inofensiu per als humans.